# Valpsjuka
Valpsjuka (Canine distemper virus, CDV) är en hos hundar förekommande smittsam sjukdom som angriper huvudsakligen unga djur i åldern mellan 2 och 18 månader. Äldre hundar angrips sällan, men de genomgår ofta sjukdomen i lindrig form när de är unga och får på detta sätt immunitet.
Sjukdomen är utbredd över stora delar av jorden och framkallas av ett virus. Viruset smittar även katter men där är sjukdomen mindre skadlig. Viruset förekommer särskilt i sekret från näsa och öron och överförs antingen direkt från djur till djur eller indirekt genom personer eller föremål. Inkubationstiden är fyra till tio dagar. Sjukdomen börjar med hög feber (39,5 °C till 41,5 °C), betydande matthet och nedsatt matlust. Ett tidigt utmärkande symtom är kräkningar och diarré. Samtidig uppträder en viss ljusskygghet och en riklig gröngul flytning från ögonen. Ofta förekommer även en svårartad hosta som slutar med kräkning. När lungan blir infekterad försämras tillståndet hastigt och detta leder vanligtvis till döden inom sex till åtta timmar.
Ett karakteristiskt symptom är även hudutslag under buken och på insidan av låren, bestående av en mängd ärtstora blåsor, fyllda av ett grågult var med karakteristisk lukt, som utgör ett säkert kännetecken på valpsjukan. Ibland angrips även nervsystemets centrala delar. Det visar sig i krampaktiga ryckningar eller i epileptiska anfall. Dessa uppstår i början med två till tre timmars mellanrum och senare allt tätare och våldsammare tills djuret dör.
Med en sjuk hund ska man så snart som möjligt uppsöka en veterinär. Man ska även hålla hundarna ifrån regioner där sjukdomen förekommer.
Hur och när vaccination mot valpsjuka ska ges har blivit omreviderat. De senaste rönen säger att man ska ge 1:a vaccinationen vid 12 veckor, den 2:a vid 12 månader och sedan vart annat år tills vidare. I en rapport från Sveriges veterinärförbund (SVS) och Statens veterinärmedicinska anstalt (SVA) skriver de att omvaccination ska ske med 2-3 års intervall.